# ودانگا

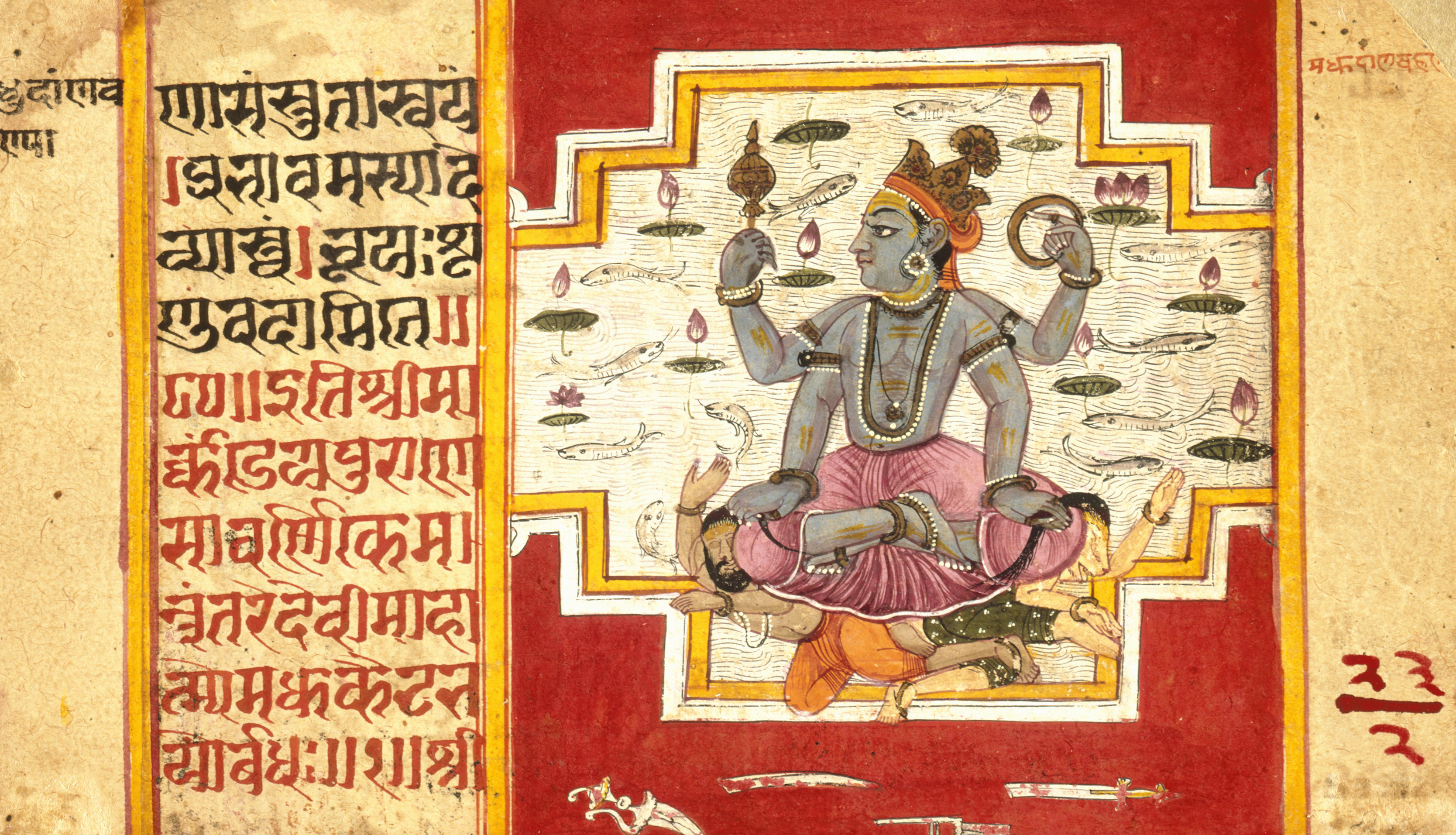
ویشنو درحال نبرد با مادهو و کایتابا.نقاشی آبرنگ.

ودانگا یا وِدانْگه‌ها (تلفظ در سانسکریت: vedāṅga) شش رشته کمکی برای درک و فهم متن وداها برای پیروان هندوئیسم است.
ودانگا (به معنی «دست و پای ودا») چهارمین دسته از متون هندو به‌شمار می‌آیند. فلسفه پیدایی ودانگا نیز از جهتی شبیه به سوتراها است. وقتی فهم وِداها به سبب زبان باستانی که به آن نوشته شده بودند و فاصله زمانی زیاد میان مؤلفان آن و نسل‌های بعدی، مشکل شده بود، ودانگه‌ها پدید آمد. این متون علوم و فنون کمک‌آموزشی مربوط به مطالعه و استفاده از وداها را آموزش می‌داد. به همین سبب وادنگا شامل موضوعات زیر می‌شود:
- فنون آوانویسی (شیکْشا)
- اجرای مراسم (کلْپه)
- دستور زبان (ویاکَرَنَه)
- ریشه‌شناسی واژه‌ها (نیروکْته)
- فنون وزن و قافیه (چْهَنْدَس)
- اخترشناسی (جیوتیشه)